# Alfred Jørgensen
Den här sidan handlar om teologen och filantropen Alfred Jørgensen. För bryggerifysiologen, se Alfred Jørgensen (1848-1925).
Alfred Theodor Jørgensen, född 9 juni 1874, död 12 september 1953, var en dansk teolog och filantrop.
Jørgensen blev teologie doktor 1907. Han var verksam inom såväl dansk som nordisk och internationell filantropi. Jørgensen har författat arbete i teologi och om filantropins historia och metoder.

## Utmärkelser
- Köpenhamns universitets guldmedalj,  1899[2]
- Dannebrogsmännens hederstecken,  1923[2]
- Kommendör av Dannebrogorden,  1942[2]

[Redigera Wikidata]